# Garalgachha
Garalgachha é uma vila no distrito de Hugli, no estado indiano de Bengala Ocidental.

## Demografia
Segundo o censo de 2001, Garalgachha tinha uma população de 4499 habitantes. Os indivíduos do sexo masculino constituem 52% da população e os do sexo feminino 48%. Garalgachha tem uma taxa de literacia de 86%, superior à média nacional de 59,5%: a literacia no sexo masculino é de 89% e no sexo feminino é de 82%. Em Garalgachha, 7% da população está abaixo dos 6 anos de idade.